# Zamane
Ne pas confondre avec le quotidien turc Zaman.
Zamane (de l'arabe زمان, « temps »,) est un mensuel marocain principalement consacré à l'Histoire du Maroc et publié en deux versions linguistiques dont le contenu diffère : francophone — depuis son lancement en novembre 2010 — et arabophone — depuis octobre 2013. Créé par les journalistes Youssef Chmirou et Souleiman Bencheikh, c'est le premier et le seul magazine historique du pays.
Ce magazine d'une quatre-vingtaine de pages auquel contribuent des enseignants-chercheurs marocains, ou étrangers dans une moindre mesure, est abondamment illustré avec des photographies dont « [b]eaucoup proviennent de collections privées ou d’archives constituées par des historiens ». Son objectif est de se consacrer à l'histoire contemporaine du Maroc, mais aussi « à l’Antiquité, à l’archéologie ou au Moyen Âge », tout en vulgarisant l'histoire nationale hors des « sentiers battus de l'historiographie scolaire ou officielle ».

## Histoire
Zamane paraît pour la première fois en langue française en novembre 2010, avec à la une « L'histoire méconnue des "fascistes" marocains ». Une version arabophone est alors envisagée par ses fondateurs, Youssef Chmirou et Souleiman Bencheikh, qui assurent respectivement les fonctions de directeur de la publication et de directeur de la rédaction. 
Au deuxième trimestre de 2012, Media Network Fund, un fonds lancé par Saham Group, holding du groupe de Hafid Elalamy, rentre dans le capital du magazine, acquérant deux-tiers de ses parts. En octobre de la même année, Souleiman Bencheikh démissionne en raison d'un sentiment de manque d'indépendance ressenti depuis plusieurs mois. La direction de la rédaction est, sur ces entrefaites, assurée provisoirement par Youssef Chmirou, puis par Abdellah Tourabi.
En octobre 2013, Zamane voit le jour en arabe sous une version au contenu distinct de celui de son pendant en français.

## Tirage et diffusion
Dans son numéro 3 de janvier 2011 (p. 11), Zamane indique, concernant les ventes et l'origine géographique des acheteurs de son premier numéro de novembre 2010, que :
- le taux de retours — ou « bouillon » — a été inférieur à 25 % (en précisant que les chiffres des ventes « ont largement dépassé [ses] espérances ») ;
- Casablanca — capitale économique du pays et lieu d'édition de Zamane — arrive en tête avec près de 3 000 exemplaires vendus, suivie de Rabat — capitale administrative — avec environ 2 000 ;
- après les deux plus grandes villes du royaume viennent, «  dans l'ordre, Marrakech, Agadir, Tanger, Fès… » (sans autre précision).

Alors que dans les premiers numéros, les chiffres de tirage n'étaient pas imprimés, au moins à partir du numéro 6 d'avril 2011, est mentionné dans l'« ours » le nombre de 15 000 exemplaires. Le magazine panafricain Jeune Afrique indiquant, dans un article de novembre 2010, que le premier numéro a été tiré à 12 000 exemplaires, Zamane a donc augmenté son tirage de 3 000 exemplaires au cours de ses six premiers mois d'existence.
À partir du numéro 11, son tirage a encore augmenté de 5 000, tandis que son prix est passé de 25 à 30 dirhams.